# داب ويليامز
والتر سيسيل "داب" ويليامز جونيور Walter Cecil "Dub" Williams, Jr (26 نوفمبر 1927 - 27 أكتوبر 2014)، كان سياسيًا أمريكيًا وكان عضوًا جمهوريًا في مجلس نواب نيو مكسيكو من عام 1995 إلى عام 2009. التحق بجامعة ولاية نيو مكسيكو ثم عمل مدرسًا ومزارعًا ومربيًا. وعاش في جلينكو في نيو مكسيكو.   توفي ويليامز في منزله عام 2014 عن عمر يناهز 86. 